# Cladochaeta johnsonae
Cladochaeta johnsonae är en tvåvingeart som beskrevs av Nguyen 2001. Cladochaeta johnsonae ingår i släktet Cladochaeta och familjen daggflugor.
Artens utbredningsområde är Arizona. Inga underarter finns listade i Catalogue of Life.